# Juramento de Hitler

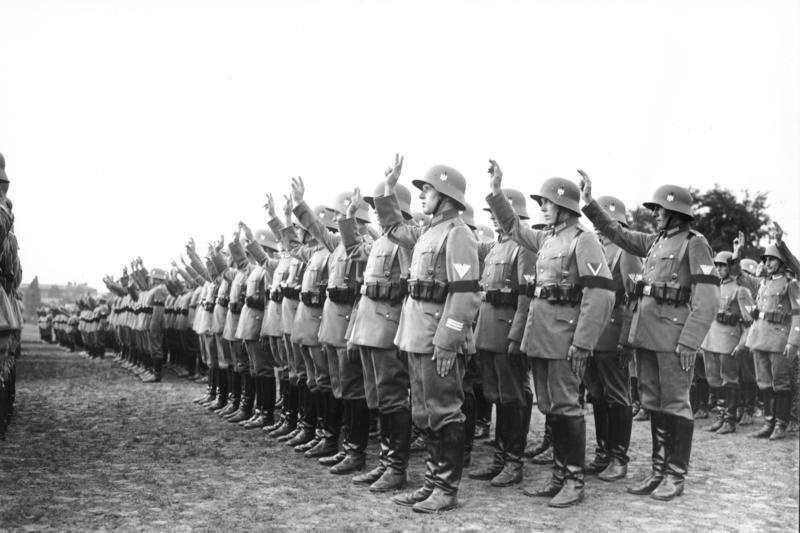
Soldados da Reichswehr fazendo o juramento de lealdade ao Führer.

O termo Juramento de Hitler (em alemão: Führereid) se refere a um juramento de lealdade, ou Reichswehreid, feito por oficiais e soldados das forças armadas e oficiais civis da Alemanha Nazista entre 1934 e 1945. O juramento era votos de lealdade pessoal a Adolf Hitler, o führer (líder) alemão.

## O juramento
Da Wehrmacht
| “ | Ich schwöre bei Gott diesen heiligen Eid, daß ich dem Führer des Deutschen Reiches und Volkes, Adolf Hitler, dem Obersten Befehlshaber der Wehrmacht, unbedingten Gehorsam leisten und als tapferer Soldat bereit sein will, jederzeit für diesen Eid mein Leben einzusetzen. | ” |

Em português:
| “ | Eu juro por Deus este sagrado juramento, que prestarei obediência incondicional ao Führer do Reich Alemão e do povo, Adolf Hitler, Comandante Supremo da Wehrmacht, e que, como valente soldado, estarei disposto a arriscar minha vida por este juramento a qualquer momento. | ” |

Dos servidores Civis
| “ | Ich schwöre: Ich werde dem Führer des Deutschen Reiches und Volkes Adolf Hitler treu und gehorsam sein, die Gesetze beachten, und meine Amtspflichten gewissenhaft erfüllen, so wahr mir Gott helfe. | ” |

Em português:
| “ | Eu juro: Serei leal e obediente ao Führer do Reich Alemão e do povo, Adolf Hitler, cumprirei as leis e desempenharei meus deveres oficiais com consciência, assim me ajude Deus. | ” |